# SRT
SRT (por sus siglas en inglés Street and Racing Technology) es un fabricante de automóviles estadounidense subsidiaria del grupo Stellantis, encargada de desarrollar mejoras deportivas a modelos del Grupo Chrysler, que incluye, además de su marca matriz Stellantis North America, también a Dodge, Jeep y Ram Trucks.
Originalmente, SRT desarrollaba versiones deportivas de modelos del grupo Chrysler. Tras la adquisición de este último por parte de Fiat S.p.A, se elevó su categoría al rango de marca. A dicha subsidiaria le son reconocidos sus trabajos sobre los denominados motores V8 Hemi y motores V10 del Dodge Viper.

## Gama actual e histórica
| Vehículo                                                                          | Año modelo                            | Motor                                                                | Potencia máxima                                                        | Aceleración 0-60 mph (0-97 km/h) | Al 1/4 de milla (402 m) |
| --------------------------------------------------------------------------------- | ------------------------------------- | -------------------------------------------------------------------- | ---------------------------------------------------------------------- | -------------------------------- | ----------------------- |
| Chrysler 300 SRT (después del rediseño; Australia, Nueva Zelanda y Medio Oriente) | 2015-2023                             | V8 Hemi Apache naturalmente aspirado de 6417 cm³ (6,4 L; 391,6 plg³) | 485 HP (492 CV; 362 kW)                                                | 4.5 segundos                     | 12.6 segundos           |
| Dodge Challenger SRT 392 (después del rediseño)                                   | 2015–2018                             | V8 Hemi Apache naturalmente aspirado de 6417 cm³ (6,4 L; 391,6 plg³) | 485 HP (492 CV; 362 kW)                                                | 4.5 segundos                     | 12.6 segundos           |
| Dodge Charger SRT 392 (segunda generación LD, después del rediseño)               | 2015–2018                             | V8 Hemi Apache naturalmente aspirado de 6417 cm³ (6,4 L; 391,6 plg³) | 485 HP (492 CV; 362 kW)                                                | 4.6 segundos                     | 12.8 segundos           |
| Jeep Grand Cherokee SRT (cuarta generación WK2, después del rediseño)             | 2014–2021                             | V8 Hemi Apache naturalmente aspirado de 6417 cm³ (6,4 L; 391,6 plg³) | 470 HP (477 CV; 350 kW) (2014) 475 HP (482 CV; 354 kW) (2015–presente) | 4.4 segundos                     | 13 segundos             |
| Dodge Durango SRT 392                                                             | 2018–presente                         | V8 Hemi Apache naturalmente aspirado de 6417 cm³ (6,4 L; 391,6 plg³) | 475 HP (482 CV; 354 kW)                                                | 4.4 segundos                     | 12.9 segundos           |
| Jeep Wrangler 392                                                                 | 2021–presente                         | V8 Hemi Apache naturalmente aspirado de 6417 cm³ (6,4 L; 391,6 plg³) | 470 HP (477 CV; 350 kW)                                                | 4.5 segundos                     | 12.9 segundos           |
| Dodge Challenger SRT Hellcat                                                      | 2015–presente                         | V8 Hemi Hellcat sobrealimentado de 6166 cm³ (6,2 L; 376,3 plg³)      | 707 HP (717 CV; 527 kW)                                                | 3.6 segundos                     | 11.2 segundos           |
| Dodge Charger SRT Hellcat                                                         | 2015–presente                         | V8 Hemi Hellcat sobrealimentado de 6166 cm³ (6,2 L; 376,3 plg³)      | 707 HP (717 CV; 527 kW)                                                | 3.7 segundos                     | 11.0 segundos           |
| Jeep Grand Cherokee SRT Trackhawk (cuarta generación WK2)                         | 2018–2021                             | V8 Hemi Hellcat sobrealimentado de 6166 cm³ (6,2 L; 376,3 plg³)      | 707 HP (717 CV; 527 kW)                                                | 3.5 segundos                     | 11.6 segundos           |
| Dodge Durango SRT Hellcat                                                         | 2021–2023                             | V8 Hemi Hellcat sobrealimentado de 6166 cm³ (6,2 L; 376,3 plg³)      | 710 HP (720 CV; 529 kW)                                                | 3.5 segundos                     | 11.5 segundos           |
| Ram 1500 TRX                                                                      | 2021–presente                         | V8 Hemi Hellcat sobrealimentado de 6166 cm³ (6,2 L; 376,3 plg³)      | 702 HP (712 CV; 523 kW)                                                | 4.5 segundos[cita requerida]     | 12.9 segundos           |
| Dodge Challenger SRT Hellcat Redeye                                               | 2021–2023                             | V8 Hemi H.O. Hellcat sobrealimentado de 6166 cm³ (6,2 L; 376,3 plg³) | 797 HP (808 CV; 594 kW)                                                |                                  |                         |
| Dodge Charger SRT Hellcat Redeye                                                  | 2021–2023                             | V8 Hemi H.O. Hellcat sobrealimentado de 6166 cm³ (6,2 L; 376,3 plg³) | 797 HP (808 CV; 594 kW)                                                |                                  |                         |
| Dodge Challenger SRT Jailbreak                                                    | 2022                                  | V8 Hemi H.O. Hellcat sobrealimentado de 6166 cm³ (6,2 L; 376,3 plg³) | 807 HP (818 CV; 602 kW)                                                | 3.6 segundos                     | 11 segundos             |
| Dodge Charger SRT Jailbreak                                                       | 2022                                  | V8 Hemi H.O. Hellcat sobrealimentado de 6166 cm³ (6,2 L; 376,3 plg³) | 807 HP (818 CV; 602 kW)                                                | 3.6 segundos                     | 11 segundos             |
| Dodge Challenger SRT Demon                                                        | 2017–2018 (Limitado a 3,500 unidades) | V8 Hemi Demon sobrealimentado de 6166 cm³ (6,2 L; 376,3 plg³)        | 840 HP (852 CV; 626 kW)                                                | 2.3 segundos                     | 9.65 segundos           |